# Betriebsingenieur
Betriebsingenieure sind vor allem im Bereich der Energieversorgung, in der chemischen und in der produzierenden Industrie zuständig für den Betrieb, Überwachung und Instandhaltung der Anlagen. Sie gewährleisten die Funktionsfähigkeit und sind verantwortlich dafür, Fertigungsqualität, Produktivität und Wirtschaftlichkeit zu steigern.
In den Unternehmen können sie beispielsweise zuständig sein für die Reparatur und Instandhaltung sowie Rüst- und Einstellarbeiten der Anlagen, die Suche nach Fehlern und Behebung von Störungen oder die Planung von Prozessanlagen sowie die Entwicklung von Anlagenkonzepten.
Betriebsingenieure stellen ein Bindeglied zwischen dem mittleren und dem unteren Management dar, haben in der Regel keine personelle Führungsverantwortung inne, sind jedoch oftmals in sicherheitsrelevanten Aspekten weisungsbefugt.
Als Betriebsingenieure sind je nach Branche meist Verfahrensingenieure, Maschinenbauer, Mechatroniker oder Elektroingenieure eingesetzt.  